# Dos + Una
Dos + Una es una serie de televisión cómica española que se estrenó en 2001, emitida en Antena 3, se mantuvo en emisión durante 13 episodios. La serie se emitía las mañanas del fin de semana dentro del programa-contenedor Desesperado Club Social.

## Argumento y características
La serie narraba las vivencias de dos hermanas gemelas de 16 años, Clara y Alicia y una tercera, Luci, dos años mayor. La serie sigue sus experiencias, inquietudes y relaciones personales. La peculiaridad de la serie radicaba en que las hermanas lo eran también en la vida real, por lo que se mezclaban historias reales de ellas en tono de comedia. Una cuarta hermana mayor que las tres (ésta solo era hermana en la ficción), con un papel menor y que también firmaba los guiones como Ada Layunta, era en realidad Ada Colau, quien más tarde se convertiría en alcaldesa de Barcelona.

## Personajes
- Clara: Una de las gemelas. Es la hermana rebelde y un tanto cínica. Tiene un novio llamado Jorge al que no trata demasiado bien. La interpretaba Clara Layunta.
- Alicia: La otra gemela. Es la más inocente y la hermana de personalidad más infantil del trío. Le gusta leer y la poesía y le gustaría ser actriz de mayor. La interpretaba Alicia Layunta.
- Luci: Es la hermana mayor (2 años mayor), aunque debido a su gran parecido físico la gente tiende a creer que son trillizas, cosa que le molesta bastante. Le gusta el baile, el teatro y la música y tiene un novio llamado Manel. La interpretaba Lucía Layunta.

## Recepción y crítica
La serie no tuvo buena acogida ni de crítica ni de público y desapareció a los 13 episodios.